# Pteroniscus turkestanensis
Pteroniscus turkestanensis è un pesce osseo estinto, appartenente ai paleonisciformi. Visse all'inizio del Giurassico superiore (circa 160 - 155 milioni di anni fa) e i suoi resti fossili sono stati ritrovati in Asia.

## Descrizione
Questo pesce era di piccole dimensioni e non raggiungeva i 10 centimetri di lunghezza. Il corpo era allungato e snello, mentre la testa era alta, con muso arrotondato e grandi occhi. La pinna dorsale di forma triangolare aveva una base larga, ed era posta appena dietro la metà del corpo. Un po' più arretrata era la pinna anale, anch'essa triangolare. Le pinne pettorali erano ampie e appuntite. Le pinne pelviche erano anch'esse a base larga. Le scaglie erano piccole e disposte in file regolari. 
Pteroniscus era caratterizzato da un preopercolo di grandi dimensioni, con un ramo orizzontale ampio quanto alto, e dalla presenza di alcuni lepidotrichi delle pinne pettorali con i margini posteriori seghettati. Singoli fulcri erano presenti di fronte alla pinna anale, mentre la pinna dorsale era preceduta da pochi fulcri, così come la parte ventrale della pinna caudale. Le scaglie lungo la linea laterale erano oltre 50.

## Classificazione
Pteroniscus è un tardo rappresentante dei paleonisciformi, un gruppo di pesci ossei arcaici tipici del Paleozoico ma sopravvissuti fino al Cretaceo inferiore. Non sono chiare, tuttavia, le parentele di Pteroniscus all'interno del gruppo, benché in passato sia stato avvicinato alle famiglie Palaeoniscidae, Coccolepididae e Uighuroniscidae. Ricerche più recenti suggeriscono che Pteroniscus sia strettamente imparentato con Daqingshaniscus e gli Uighuroniscidae (Skrzycka, 2014). 
I primi fossili di Pteroniscus turkestanensis vennero ritrovati nella zona di Karatau in Kazakistan e vennero descritti con il nome di Oxygnathus turkestanensis da Gorizdro-Kulczycka nel 1926. Successivamente, gli stessi fossili vennero ridescritti da Berg nel 1949 con il nome generico di Pteroniscus. Numerosi fossili provenienti dalla zona di Aulie, sempre in Kazakistan, furono poi descritti nel 2014. Resti fossili attribuiti al genere Pteroniscus sono stati ritrovati nella zona di Osteno in Italia, e risalgono all'inizio del Giurassico; questi resti, tuttavia, potrebbero non appartenere a questo genere. 

## Paleoecologia
Pteroniscus doveva essere un piccolo predatore d'acqua dolce. Nelle stesse zone sono stati ritrovati i resti di un altro pesce osseo arcaico, il coccolepide Morrolepis. Sembra che i sistemi d'acqua dolce dell'Asia centrale costituissero una sorta di rifugio per numerosi pesci ossei arcaici (Skrzycka, 2014).